# كيم بيتس
كيم بيتس (بالإنجليزية: Kim Betts)‏ هي لاعبة جمباز ومنتجة تلفزيونية بريطانية، ولدت في 25 ديسمبر 1971.

## وصلات خارجية
- كيم بيتس على موقع IMDb (الإنجليزية)